# Trance psicadélico
Trance psicadélico (português europeu) ou psicodélico (português brasileiro) (referido ainda como psy trance) é uma forma de música eletrônica desenvolvida no fim dos anos 1980, a partir do Goa trance (da Índia). Este estilo tem uma batida rápida, entre 132 e 200 batidas por minuto (bpm), além da batida forte de kick, num compasso 4x4, que algumas vezes difere da batida do techno por ter um alcance de freqüência um pouco mais alto além dos sons graves. O Goa trance original geralmente era feito com sintetizadores modulares e samplers de hardware, mas a preferência no trance psicodélico se direcionou para a manipulação de samples e armazenamento em programas de sampleamento VST e AU. O uso de sintetizadores analógicos para a síntese sonora deu lugar aos instrumentos "analógicos virtuais" digitais como o Nord Lead, Access Virus, Korg MS-2000, Roland JP-8000 e os plugins de computador VST e AU como o Native Instruments Reaktor. Esses geralmente controlados por um sequenciador MIDI dentro de um programa de Digital Audio Workstation (DAW). O trance psicodélico é freqüentemente tocado em festivais ao ar livre (longe de grandes centros urbanos), que podem durar vários dias, com a música tocando 24 horas por dia, mais conhecidos como raves.

## O surgimento do estilo no Brasil
Em Trancoso, sul da Bahia, reduto hippie dos anos 1960 e 1970, o trance psicodélico apareceu no final da década de 1980, logo após seu desenvolvimento em Goa, com a vinda de estrangeiros. Já na década seguinte, apareciam as primeiras raves no estado de São Paulo. No final dos anos 1990 e início do século XXI, no Brasil o estilo se tornou popular com diversos festivais e festas reunindo mais de vinte mil pessoas ocorrendo ao longo do ano e em diversas metrópoles do país, e cada vez mais ganhando aceitação do público em geral.
Em 1996 o Psytrance ainda era totalmente desconhecido no Brasil. Não havia redes sociais, não havia nem celulares ou internet. Rica e DJ Feio resolveram fazer uma festa de música eletrônica em São Paulo. A festa foi batizada de "Rave XXXPerience", em pouco tempo se tornaria um dos maiores eventos de música eletrônica do Brasil com público ultrapassando facilmente a marca de 20 mil pessoas e trazendo em seu lineup todos os maiores artistas de Psytrance do mundo. Desde 2010 a XXX já não pertence mais à Rica e DJ Feio.
Nessa ultima década o Mundo de Oz já é um dos eventos mais tradicionais da cena Psy Trance brasileira. O  evento que ocorre na aldeia Outro Mundo, em Lagoinha, (Mesmo local de Reveilloz, Gaia Connection e Adhana em 2020),  envolve arte e diversas formas de cultura  e acontece todos os anos em São Paulo geralmente no mês de abril. Conta com uma super estrutura de sete palcos, eles são a  Pista Principal, Chill Out, Espaço Eco, Espaço Criança, Espaço Consciência, Espaço de Cura e Cine Oz. Todos eles oferecem atividades como terapias holísticas, redução de danos, oficinas, palestras e diversas outras opções aos participantes do evento
Outro  tradicional festival Brasileiro é o Universo Paralello. Destino certo de ano novo para quase 20 mil pessoas, o Universo Paralello acontece a cada dois anos na praia de Pratigi na Bahia. Conta com uma super estrutura de seis palcos, um para cada estilo de música e artistas. Eles são o Main Stage, 303 Stage, Tortuga, Chill Out, UP Club e Palco Paralello, convivendo com pessoas das mais variadas culturas e crenças  de todo o mundo.